# 26733 Nanavisitor
26733 Nanavisitor eller 2001 HC16 är en asteroid i huvudbältet som upptäcktes den 22 april 2001 av den kanadensiske astronomen William Kwong Yu Yeung vid Desert Beaver-observatoriet. Den är uppkallad efter den amerikanska skådespelerskan Nana Visitor, som kanske är bäst känd för sin roll som Kira Nerys i den amerikanska science fiction serien Star Trek: Deep Space Nine.
Asteroiden har en diameter på ungefär 2 kilometer.